# オモック語
オモック語 (Omok)は、ユカギール語族の死語でツンドラ・ユカギール語やコリマ・ユカギール語と方言連続体をなす。18世紀までに消滅したと考えられる。